# Mark Jones (Drehbuchautor)
Mark Jones (* 17. Januar 1953 in Los Angeles, Kalifornien) ist ein US-amerikanischer Drehbuchautor, Regisseur und Produzent.
Jones war seit Mitte der 1970er Jahre als Drehbuchautor, Story Editor und Writer-Producer tätig, in erster Linie für das Fernsehen. Bis Ende des Jahrzehnts arbeitete er an Trickfilmserien, erst ab 1980 auch für Realserien. So war er als Autor in den Jahren 1984 und 1985 an mehr als zwei Dutzend Folgen von Das A-Team beteiligt. Er schrieb später ein Script über den Leprechaun, aus dem schließlich der Horrorfilm Leprechaun – Der Killerkobold hervorging, bei dem Jones auch sein Debüt als Regisseur gab. Er berichtet, er sei zunächst nicht als Regisseur gewünscht gewesen und habe für das Skript mehr Geld angeboten bekommen als er schließlich für Regie und Drehbuch erhielt. Der Film wurde ein Erfolg und gilt als Kultfilm. Er zog diverse Fortsetzungen nach sich, an denen Jones bis auf die Produktion von Teil zwei nicht beteiligt war. Als Regisseur verantwortete er in der Folge einige weitere Filme, überwiegend erneut Horrorproduktionen.

## Filmografie (Auswahl)
- 1977: What’s New Mr. Magoo? (Fernsehserie)
- 1978: Dinky Dog (Fernsehserie)
- 1978–1979: Yogis galaktische Abenteuer (Yogi’s Space Race)
- 1980–1981: Sheriff Lobo (Fernsehserie)
- 1984: Trio mit vier Fäusten (Riptide, Fernsehserie)
- 1984–1985: Das A-Team (The A-Team, Fernsehserie)
- 1987: Der Werwolf kehrt zurück (Werewolf)
- 1988–1992: Superboy
- 1993: Leprechaun – Der Killerkobold (Leprechaun, auch Regie)
- 1995: Rumpelstiltskin (auch Regie)
- 1997: NightMan (Fernsehfilm bzw. Serie, auch Regie)
- 2007: Triloquist (auch Regie)
- 2013: Scorned (auch Regie)